# Жемчужников, Степан Васильевич
Степан Васильевич Жемчужников (около 1733—после 1798) — офицер Российского императорского флота, участник Семилетней войны 1756—1763 годов и русско-турецкой войны (1768—1774). Георгиевский кавалер, генерал-лейтенант флота. Главный командир казанской адмиралтейской конторы.

## Биография
Родился около 1733 года. В 1746 году «обучивши из недорослей на своем коште науки до меркаторской навигации, и был в море волонтёром» на 66-пушечном линейном корабле «Святой Александр Невский», плавал от Кронштадта до Дагерорда. 3 марта 1747 года «за выученные науки написан в гардемарины». На пакетботе «Курьер» плавал между Кронштадтом и Любеком. В 1748—1752 годах ежегодно находился в плавании в Балтийском море. 30 декабря 1751 года произведён в мичманы. В 1754 году служил при такелажной в Санкт-Петербурге. 1 сентября того же года произведён в унтер-лейтенанты.
В 1755 году командуя придворными яхтами «Ораниенбаум» и «Петергоф», плавал между Санкт-Петербургом, Петергофом и Кронштадтом. В 1756 году находился при комиссии военного суда асессором. В следующем году был в кампании на 66-пушечном линейном корабле «Святой Сергий», ходил между Мемелем и Данцигом. 21 января 1758 года произведён в корабельные секретари, на 80-пушечном линейном корабле «Святой Павел», под командованием капитана 1 ранга С. Л. Вакселя, в составе эскадры плавал до Копенгагена.
Участник Семилетней войны 1756—1763 годов. 8 марта 1759 года произведён в лейтенанты, командуя пакетботом «Mеркуриус», плавал от Кронштадта к Данцигу, и затем к Копенгагену. В 1760—1761 годах участвовал в десантной высадке в ходе осады Кольберга. По окончании кампании назначен в комиссию военного суда асессором. В 1762 году командовал бомбардирским кораблем «Юпитер» при кронштадтском порте, затем вновь состоял в комиссии военного суда асессором и заведовал тремя школами.
В 1763 году командуя 22-пушечным пинком «Лапоминк» совершил переход из Кронштадта в Архангельск, где в 1764 году был презусом (председателем) комиссии военного суда. В 1765 году на 66-пушечном корабле «Северный Орёл» вернулся в Кронштадт; 21 апреля 1766 года произведён в капитан-лейтенанты. В 1766—1769 годах командовал кораблем «Не тронь меня», был в кампании в практической эскадре. Участник Первой Архипелагской экспедиции. В 1769 году в составе эскадры контр-адмирала Д. Эльфинстона совершил переход из Кронштадта в Портсмут. 26 февраля 1770 года произведён в капитаны 2-го ранга. Командуя 66-пушечным кораблем «Северный Орёл», в эскадре Д. Эльфинстона вышел из Портсмута в Средиземное море, но, из-за течи корабля, вернулся в Портсмут. Принял командование над купленным фрегатом «Северный Орёл», на котором прибыл с эскадрой в Средиземное море. В 1771 году командуя тем же фрегатом в Архипелаге, участвовал в военных действиях, также использовался в посылках к Дарданеллам и к Тенедосу. Из-за болезни 26 мая 1772 года вернулся берегом в Санкт-Петербург и 31 декабря того же года был произведён в капитаны 1-го ранга.
В 1773 году командовал отрядом из трёх новопостроенных фрегатов при их переходе из Архангельска в Кронштадт. Прибыв в Кронштадт назначен командиром 66-пушечного линейного корабля «Вячеслав». «За совершение 18 кампаний в офицерских чинах» награждён 26 ноября 1773 года орденом Святого Георгия 4-го класса (№ 219). Также был награждён орденом Святого Владимира 3-й степени.
С 24 декабря 1773 года состоял советником Государственной адмиралтейской коллегии интендантской экспедиции; 18 июня 1782 года произведён в капитаны бригадирского ранга, с назначением на должность главного командира казанской адмиралтейской конторы; 22 сентября 1785 года произведён в генерал-майоры флота, с оставлением в прежней должности; 1 января 1795 года произведён в генерал-поручики, 24 ноября 1796 года — в генерал-лейтенанты. 
Был уволен от службы с мундиром и полным жалованьем 26 сентября 1798 года.
Род Степана Васильевича Жемчужникова был внесён в 3-ю часть дворянской родословной книги Казанской губернии по определению Казанского дворянского депутатского собрания от 19 марта 1791 года. Владел имениями в деревнях Сухочёво и Каверзнева Болховского уезда Орловской губернии, а также в селе Кукмары Казанского уезда.

## Семья
Был женат дважды: с Анной Яковлевной Левашевой (1740-е —?) и Прасковьей Ивановной Набоковой (1750—1777). Дети: сыновья Аполлон (1764—1840), Дмитрий (?—1802) и Павел (1777—1840); дочери Мария, Екатерина, Елизавета, Перпетья, Глафира, Александра (1785—?).
Внуки:
- Аполлон Аполлонович (1798—1848) — генерал, участник Туркестанских походов.
- Антон Аполлонович (1800—1873) — декабрист.
- Фёдор Аполлонович (1808 — не ранее 1864) — действительный статский советник; черниговский, курский и подольский вице-губернатор.